# Danza de Quetzales

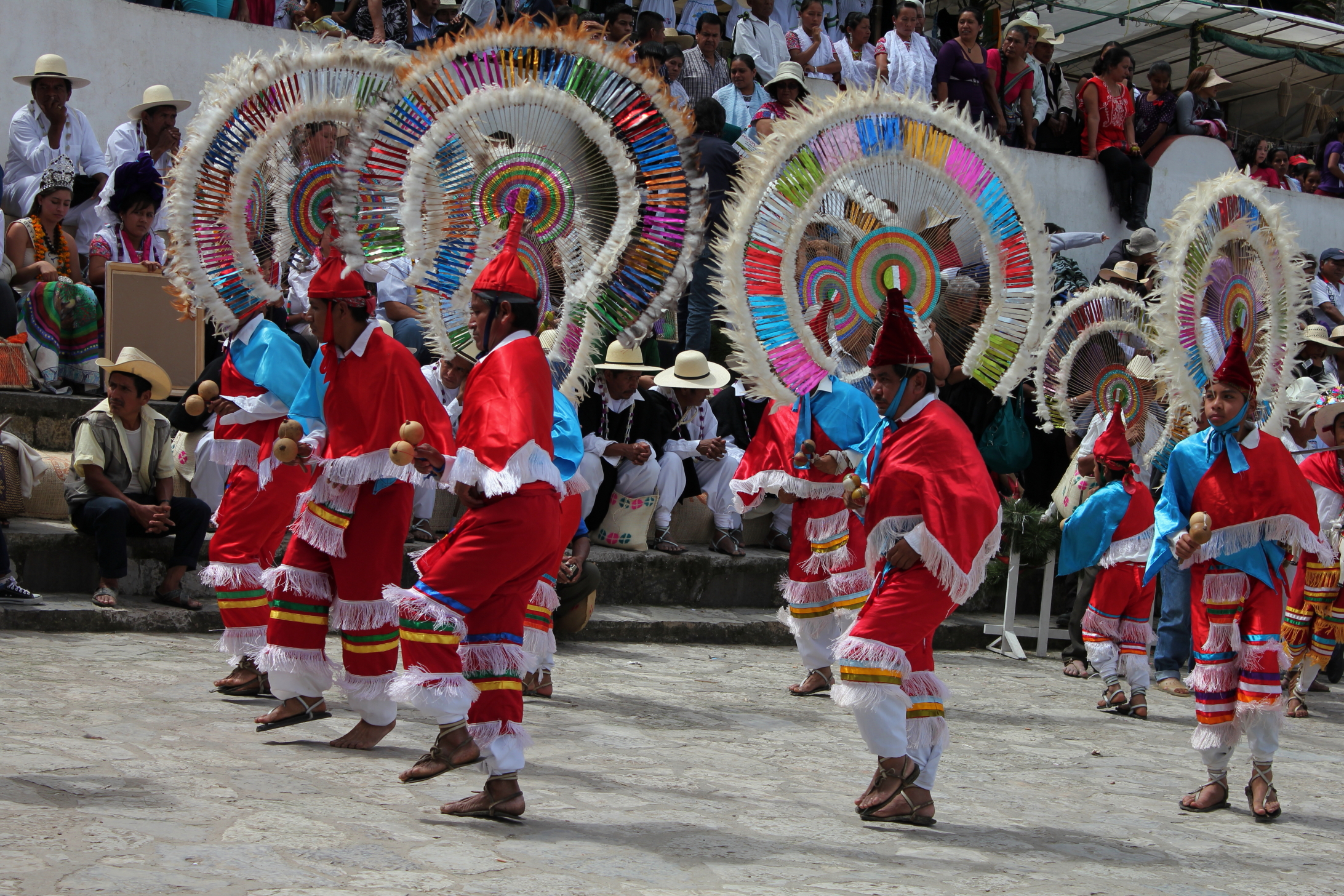
Danza Los Quetzales de Cuetzalan

La danza de los  Quetzales es un baile originario de la Sierra norte del estado de Veracruz, aunque también se baila en algunas localidades de Veracruz.
Se considera que la danza podría tener origen en la cultura tolteca. En la actualidad es ejecutada en su contexto original (fiestas patronales de las comunidades indígenas) por los miembros de los grupos indígenas nahuas y totonacos y, fuera de su contexto, por grupos de danza folclórica mexicana.
En la época prehispánica era dedicada al sol, rasgo del que queda como reminiscencia la corona que portan los danzantes en la cabeza. Formaba parte de todo un ritual que incluía también las danzas de voladores.
En cuanto al origen de su nombre, existen dos teorías: la primera afirma que deriva de que, antiguamente, las coronas de los danzantes se elaboraban con plumas del ave quetzal, actualmente en peligro de extinción. Otra teoría dice que la danza toma su nombre del hecho de bailarse en la región de Quetzal, Puebla.

## Vestimenta
La indumentaria del danzante consta de un pantalón de raso rojo con listones de colores a la altura de la rodilla y del tobillo, con bordes de color dorado o amarillo. Éste pantalón se viste sobre el pantalón blanco de manta de uso común entre los habitantes indígenas de la región. Se viste camisa blanca de manta que actualmente se ha sustituido por una camisa blanca de vestir; sobre ella se portan dos capas triangulares que repiten el patrón de los listones y el flequillo dorado al rematar. Una de ellas es forzosamente de color rojo como el pantalón y la otra, llamada contracapa, puede variar en color de acuerdo a la región, siendo los colores más comunes el verde, azul y amarillo. Algunas capas presentan motivos bordados ya sea en hilo o con lentejuela y chaquira, representando generalmente a la propia ave, el sol o alguna flor.
El danzante chichimeca calza huaraches de tres puntos, también llamados de "pata de gallo", que constan de una suela de caucho de neumático y una correa larga de cuero curtido que perfora la suela en 3 orificios.

## Instrumentos
La música se toca con una flauta de carrizo, tamboril y algunos bailarines llevan en su traje maracas  tocados ambos instrumentos por un solo hombre.